# Paolaura
Paolaura is een geslacht van weekdieren uit de klasse van de Gastropoda (slakken).

## Soorten
- Paolaura kenyaensis Smriglio & Mariottini, 2001
- Paolaura kloosi Bozzetti, 2009
- Paolaura maldivensis Smriglio & Mariottini, 2001
- Paolaura semistriata Smriglio & Mariottini, 2001